# 泉水はる佳
泉水 はる佳（せんすい はるか、1987年1月4日 - ）は、千葉県千葉市中央区出身のフリーアナウンサー。元中国放送アナウンサー・ラジオパーソナリティ、千葉テレビ放送アナウンサー。ニチエンプロダクション所属。

## 人物
4歳からピアノを始め、小学4年の時に「しましま恐竜へなそうる」を、小学6年の時には「散る花の舞」を作曲。「散る花の舞」のモチーフはモネの絵画「睡蓮」で、2016年夏にニューヨークに行った際に美術館にて本物の睡蓮を鑑賞した。
小学校は千葉市立新宿小学校に通っていたため、元プロ野球選手の掛布雅之や少年隊の植草克秀の後輩に当たる。幼少期は地元の子ども御輿に参加した。
千葉市立新宿中学校から千葉県立千葉東高等学校卒業後、1年の浪人を経て、2006年に学習院大学法学部へ進学。
2年次の2007年から3年次の2008年にかけて日テレイベントコンパニオン24期を務め、『おもいっきりイイ!!テレビ』などに出演。
2008年にはミスキャンパス学習院大学2008ファイナリストに選出され、アナウンサーをしていた友人の姉に憧れてアナウンススクールの日テレ学院へ通い始めた。
大学卒業後の2010年に中国放送（RCC）へ入社。
横山雄二主催の東日本大震災チャリティーイベント「ヨコヤマナイト」に出演し歌ったり電子ピアノを弾いていた。
2012年、2014年、2016年にはRCCラジオ・チャリティー・ミュージックソンの総合司会進行担当を務め、2014年8月には横山との広島土砂災害チャリティーソングCD「広島の空」をリリース。売り上げは全て広島市に寄付した。
2015年10月7日には広島東洋カープの同年公式戦最終戦、中日ドラゴンズ戦（MAZDA Zoom-Zoom スタジアム広島）で試合開始前の始球式投手を務めたが、試合は敗れた広島は2年連続で出場していたクライマックスシリーズ進出を逃した。お気に入りスポットは呉市下蒲刈で、のんびり町歩きをしたいお気に入りの場所になった。
2017年3月12日には『LIONスポーツスペシャル 第1回RCCひろしま女子駅伝競走大会』に、桑原しおり・大本祐子・清老寛子・八谷しおりと共に「イマなまっ!女子駅伝部」を創設して出場。泉水がキャプテンを務め、結果は12位であった。
2018年3月4日の第2回も同メンバーで出場して泉水が引き続きキャプテンを務め、結果も前年と同じ12位で、タイムは41分36秒であった。
2019年2月15日に自身が担当しているラジオ番組『平成ラヂオバラエティごぜん様さま』にて、同9日に東京で結婚式を挙げたことを発表し、3月末をもって番組を降板することを報告、退社後は関東で夫と暮らし専業主婦になるとした。
3月22日の第96回ヨコヤマナイトに最後の出演をし、ごぜん様さまファミリーの河村綾奈、中根夕希やKYダンサーズ（久保田夏菜、田中悠貴）、渕上沙紀が駆け付けた。同25日付の中国新聞朝刊で「これまでと条件は違っても、東京を拠点に何かできる仕事をしていきたい」と発言し今後の自身の方向性を示した。
2019年4月以降は休暇に入り、同年8月末で中国放送を退社。同年9月1日付でニチエンプロダクションへの所属と同時に千葉テレビ放送に契約アナウンサーとして入社する。入社直後の同月は千葉に令和元年房総半島台風（台風15号）の甚大な被害があったため、これに関連した報道特別番組などを担当していた。
2021年6月24日の『newsチバ』にて、産休を発表。産休中の『newsチバ』等の代役として、同じニチエンプロダクション所属の阿部真澄が7月から担当する。同年12月1日に、第1子を出産したことを自身のInstagramで発表した。その後、2022年5月2日の『newsチバ』で復帰した（阿部真澄は前月4月で降板）。2024年3月付で千葉テレビ放送を退社したが、レギュラー出演していた『ちば朝ライブ モーニングこんぱす』は継続して担当する。

## 出演番組

### 中国放送アナウンサー時代の出演

#### テレビ
- RCCニュース6
- はる佳のハテナ （2010年8月2日 - 2011年3月 月～木曜23:45～23:50）MC
- 旅たび5ミニッツ　MC
- 元就。（2010年7月11日 - ）町娘 役
  - 元就。スペシャル 夏のおススメスポットを探すんじゃ〜の巻（2015年6月27日）
  - 元就。鯉祭りの陣 めざせ！カープ日本一の巻　2017カープフェスティバル 鯉祭りの陣 生放送（2017年3月26日）
- はる佳のお夜食 （2011年4月 - 2012年3月）MC
- はるコレ （2012年4月 - 2014年3月）MC
- 呉市広報番組 お宝ハンターくれきん団（2013年4月 - 2014年3月）リポーター
- ひとくふう発見伝 元就。東広島外伝（2014年）町娘 役
- ランキンLand!（ - 2014年9月26日）MC
- イマなまっ!（2014年10月 - 2019年3月29日）MC 月曜 - 金曜 15:00 - 16:50
コーナー「楽うまクッキング」も担当。
不定期コーナー「楽うまクッキング〜泉水料理上手への道〜」も担当。
コーナー「楽うまクッキング〜新妻・泉水リクエスト 夫の胃袋わしづかみレシピ〜」（2019年3月25日 - 3月29日）
不定期コーナー「ひろしまモグリ」（ - 2019年3月26日）
- ライスタLIVE2017（2017年8月26日生放送） MC　「ひろしまライフスタイル博2017」会場：広島グリーンアリーナより生放送
- イマなまっ!SP カープV8優勝パレード完全生中継! （2017年11月25日） MC
- TBS夏の新ドラマ祭!☆★綾瀬はるか・土屋太鳳・松本穂香×松坂桃李☆★（2018年6月17日 TBSテレビ / 2018年6月26日 RCCテレビ）
- 広島からひとっ飛び はる佳のシンガポール街ブラ（2019年3月6日 - 3月27日）毎週水曜
- イマなまっ!SP 広島からひとっ飛び青山・泉水がシンガポール＆ソウルを街ブラしてきました!（2019年3月13日）旅人
- ちっちゃいこえがきこえる？ 〜いま「原爆の図」をよむ〜（2019年3月27日）語り

#### ラジオ
- ラ・ラ・みゅ～ （2010年10月10日 - 2014年3月 毎週日曜13：00～17：00）
- RCCラジオ・チャリティー・ミュージックソン
- 平成ラヂオバラエティごぜん様さま（2012年4月 - 2019年3月29日）木曜・金曜 担当
- 爆笑問題の日曜サンデー（2017年2月19日、TBSラジオ） 河村綾奈、中根夕希と出演。
- ラジ（コ）フェス（2019年3月21日、TBSラジオ） 横山雄二と出演。

#### イベント
- ヨコヤマナイト（ -  第96回2019年3月22日）横山雄二主催
- RCC開局65年記念 Veryカープ!王 決定戦2017 1st STAGE（広島会場）（2017年9月10日、安田女子大学） MC

#### DVD
- 福山市市制施行100周年記念映像『未来のばら』～福山市100年，歴史と未来の風景～（2016年）
  - 「ローズマインド福山市の歴史」ナレーション：泉水はる佳（RCC）

#### ディスコグラフィ
シングルCD
- 横山雄二＆泉水はる佳 『広島の空』 （RCCCD-003）
- 広島の空 / ガンバレ!（2018年10月27・28日ひろしまフードフェスティバル会場先行発売 / 2018年11月1日発売）平成30年7月豪雨災害支援CD[14]

#### 関連書籍
- 平成ラヂオバラエティ ごぜん様さま（2014年10月27日、南々社） ISBN 978-4864890250
- ラヂバラ ごぜん様さま読本（2016年11月11日、ザメディアジョン） ISBN 978-4862504609
- Gマガジン ごぜん様さま（2017年11月21日、ザメディアジョン） ISBN 978-4862505316

### 映画
- 孤狼の血（2018年5月12日、東映） - 昭和63年冬季第32回やっちゃれ会大総会 司会 役

#### テレビドラマ
- 日曜劇場『この世界の片隅に』（2018年7月15日第一話・7月22日第二話、TBSテレビ）- エキストラ(通行人)

### 千葉テレビ放送アナウンサー時代の出演
- NEWSチバ→newsチバ（2019年9月5日 - 2021年6月24日、2022年5月2日 - 2024年3月29日）
- 浅草お茶の間寄席（2020年1月 - 3月）MC ※田代沙織の産休に伴う代役
- 秋季関東地区高等学校野球大会ダイジェスト〜ROAD TO センバツ〜（2020年10月24日 - 11月1日）MC ※千葉テレビ放送を含めた、5いっしょ3ちゃんねる共同制作
- はたらく×やりがい 元気な毎日　シルバー人材センター（2020年12月26日　※再放送:2021年11月6日）MC
- ちば朝ライブ モーニングこんぱす（2021年4月 - 6月、2022年5月11日 - ）毎週水曜に、他のチバテレアナウンサーとの持ち回りでMC。フリー転身後も継続出演で、2024年4月以降は木・金曜MC。
- 千葉ロッテマリーンズ応援番組「MARINES STUDIO」（2023年）ナレーション
- 土曜プレミアム・TEPPEN2023【芸能界ピアノ頂上決戦】（2023年8月12日・フジテレビジョン[15]）演奏者として出演

### フリーアナウンサー時代の出演
- Rising Reysol（2024年4月28日）MC ※西谷綾子（あや吉）のマラソン出場に伴う代役
- 台湾フォルモサ紀行２０２４（2024年12月28日）